# .im
.im és el domini de primer nivell territorial (ccTLD) de l'Illa de Man. L'administra el Govern de l'Illa de Man i el gestiona Domicilium, un ISP amb seu a l'Illa de Man.
Des de l'1 de juliol de 2006, el registre a .im el pot fer qualsevol persona del món, incloent els dominis d'una, dues, i tres lletres directament per sota de .im, cosa que obre molt les possibilitats de fer jocs de paraules amb el nom de domini. El domini és popular entre les empreses que fan missatgeria instantània (IM en són les inicials en anglès), com Adium, ejabberd, Coccinella, Meebo, Pandion, Pidgin, Peer, Prosody, Trillian, i Yahoo! entre d'altres. El .im també s'utilitza en països de parla alemanya, francesa i italiana per a immobiliàries (Immobilien en alemany, Immobilier en francès, Immobiliare en italià). .im també sona com la frase anglesa "I'm" (soc) en anglès. L'abundància de noms curts disponibles també fa que el domini sigui popular per a ús personal.
Actualment, el registre de dominis costa 40 lliures l'any per a dominis de tres o més lletres, encara que es poden obtenir millor de preu mitjançant revenedors. Els dominis especials amb noms de dos caràcters valen 495 lliures, i amb un sol caràcter valen 995 lliures.

## Dominis de segon nivell
- .plc.co.im
- .net.im
- .co.im
- .org.im
- .ac.im
- .ltd.co.im
- .com.im
- .gov.im